# Hemeroblemma bigutta
Hemeroblemma bigutta är en fjärilsart som beskrevs av Walker 1867. Hemeroblemma bigutta ingår i släktet Hemeroblemma och familjen nattflyn. Inga underarter finns listade i Catalogue of Life.